# Linha Heihe-Tengchong

A linha Heihe-Tengchong.

Mapa de densidade populacional da República Popular da China e de Taiwan.

A linha Heihe-Tengchong (em chinês: 黑河-腾冲线, pinyin: xiàn Heihe-Tengchong), também conhecida como linha Aihui-Tengchong, é uma linha imaginária que divide a República Popular da China em duas partes de áreas quase iguais. Estende-se da cidade de Heihe até ao condado de Tengchong, área administrada por Baoshan, Yunnan, na diagonal através da China.
O geógrafo chinês Hu Huanyong imaginou a linha em 1935, e classificou-a como linha de demarcação "geodemográfica".
Esta linha imaginária divide o território da China da seguinte maneira (em 1935):
- A oeste da linha: 57% da área e 4% da população (1935)
- A leste da linha: 43% da área e 96% da população (1935)

De acordo com as estatísticas de 2002, os dados passaram a ser:
- A oeste da linha: 57% da área e 6% da população (2002)
- A leste da linha: 43% da área e 94% da população (2002)